# Štefan Moravčík
Štefan Moravčík (pseudonymy MOR, RAV, Roman Štefančík a jiné; * 22. prosince 1943, Jakubov, ) je slovenský básník, prozaik, esejista a překladatel, autor literatury pro děti a mládež.

## Životopis
Narodil se v rodině rolníka, vzdělání získal na gymnáziu v Malackách a Bratislavě, kde studoval na Filozofické fakultě Univerzity Komenského obor filozofie-dějepis. Pracoval jako tiskový redaktor ve vydavatelství Tatran, v letech 1972-1976 pracoval v Univerzitní knihovně v Bratislavě, ve Svazu slovenských výtvarných umělců. V období nejtvrdší normalizace měl zakázáno publikovat. Od roku 1981 byl redaktorem ve vydavatelství Slovenský spisovatel a od roku 1994 je šéfredaktorem časopisu Slovenské pohľady.

## Tvorba
První díla publikoval ve studentských časopisech Echo a Reflex, v literárním časopise Mladá tvorba a v časopise Slovenské pohľady, účastnil se literárních polemik a nakonec v roce 1969 debutoval i knižně sbírkou básní Slávnosti baránkov (Slavnosti beránků). Jeho tvorba se vyznačuje zejména hravostí a experimentováním s jazykem. Ve svých básních se věnuje rozmanitým tématům, od erotiky přes přírodu až po společnost. Kromě básnických sbírek píše také prozaická i básnická díla pro děti a mládež.

## Dílo

### Poezie pro dospělé
- 1969 – Slávnosti baránkov v prvom storočí
- 1970 – O veľkej zmyselnosti bielych ovečiek
- 1979 – Čerešňový hlad
- 1981 – Erosnička kosnička
- 1981 – Tichá domácnosť
- 1984 – Maľované jarmá
- 1984 – Moravianska Venuša
- 1985 – Krajina pod Tatrami: básnický zemepis Slovenska
- 1989 – Pŕhľavie
- 1989 – Idiotikon
- 1991 – Ľudský sendvič
- 1996 – Vlčie hrdličky
- 1998 – Med omšových lúk
- 2000 – Intímnik
- 2001 – Motýle mukylásky
- 2002 – Venušin paholok
- 2006 – Zimkomriavky
- 2015 – Vruby do medu

### Ostatní díla pro dospělé
- 1988 – Sťahovanie rieky, román
- 1988 – Sedláci, román
- 1990 – Mlynárka má holubičku, povídky
- 1992 – Sedláci (Chlieb v koľaji), pokračování románu Sedláci
- 1992 – Mágia reči, eseje
- 2001 – Princip hry ve slovenské poezii, (spoluautor František Štrauss)
- 2002 – Mlynárka nemá holubičku, povídky
- 2003 – (Kalam)búrske oriešky: princíp hry v tvorbe pre deti
- 2009 – Záhorácky raj, (nominovaná na Cenu Anasoft litera)

### Poezie pro děti a mládež
- 1985 – Raketa so zlatým chvostom
- 1982 – Abeceda spať mi nedá
- 1986 – Kvadakum hadakum
- 1987 – Adam v škole nesedel
- 1989 – Zlomjazýček
- 1997 – Prvák, prvák, vystrč rožky!
- 1999 – Oženil sa Haťa-Paťra
- 2001 – Náš pes má kuraciu hlavu!
- 1989 – Opica na lane

### Próza pro děti a mládež
- 1977 – Zlatý poklad pod Babou (vyšlo pod alonymem Peter Straka)
- 1985 – Chichôtka
- 1989 – V Kiripolci svine kujú
- 1995 – Vianoce s Mišom
- 1995 – Modré z neba
- 1995 – Kráľ slova
- 2000 – Chcete vidieť zlatú Bratislavu?

### Ostatní díla pro děti
- 1992 – Prvý bozk
- 1992 – Drevené želiezko alebo Knižka jedna radosť
- 1999 – Veselé potulky po Slovensku
- 2001 – Veselé potulky po svete
- 2004 – Vyhoďme si z kopýtka!
- 2005 – Videl to svet?

### Pověsti
- 1994 – Tajná kniha Záhorákov
- 1998 – Záhorácke povesti
- 2003 – Zlatá kniha Záhoria
- 2004 – Povesti o slovenských hradoch
- 2008 – Zlatá hora a kameň

### Antologie
- 1984 – Chvála vína
- 1989 – Básne na telo (spoluautor Valér Mikula)
- 2001 – Slovenský spev vtákov

### Překlady
- 1986 – Bohuslav Tablic: Oberanie ovocia
- 1985 – Bohumil Hrabal: Ostro sledované vlaky (Ostře sledované vlaky)
- 1985 – Ján Hollý: Svätopluk, prebásnenie (spoluautor překladu Jozef Mihalkovič)
- 1985 – Pourrat Henri: Gašpar z vrchov (spoluautor překladu Ladislav Lapšanský)
- 1986 – Ray Hélene: Julinkine starosti (spoluautorka překladu M. Pauliny-Danielisová)
- 1986 – Luis Buñuel: Do posledného dychu (spoluautorka překladu D. Hollá)
- 1987 – Sterling North: Darebáčik (spoluautor překladu Ladislav Lapšanský)
- 1989 – Vuk Stefanović Karadžić: Zapýrený bán

### Ostatní díla
- Jozef Gregor-Tajovský: Ženský zákon, úprava a překlad divadelní hry do záhorského nářečí